# Ocnogyna vallantini
Ocnogyna vallantini là một loài bướm đêm thuộc phân họ Arctiinae, họ Erebidae.